# Ura-nage

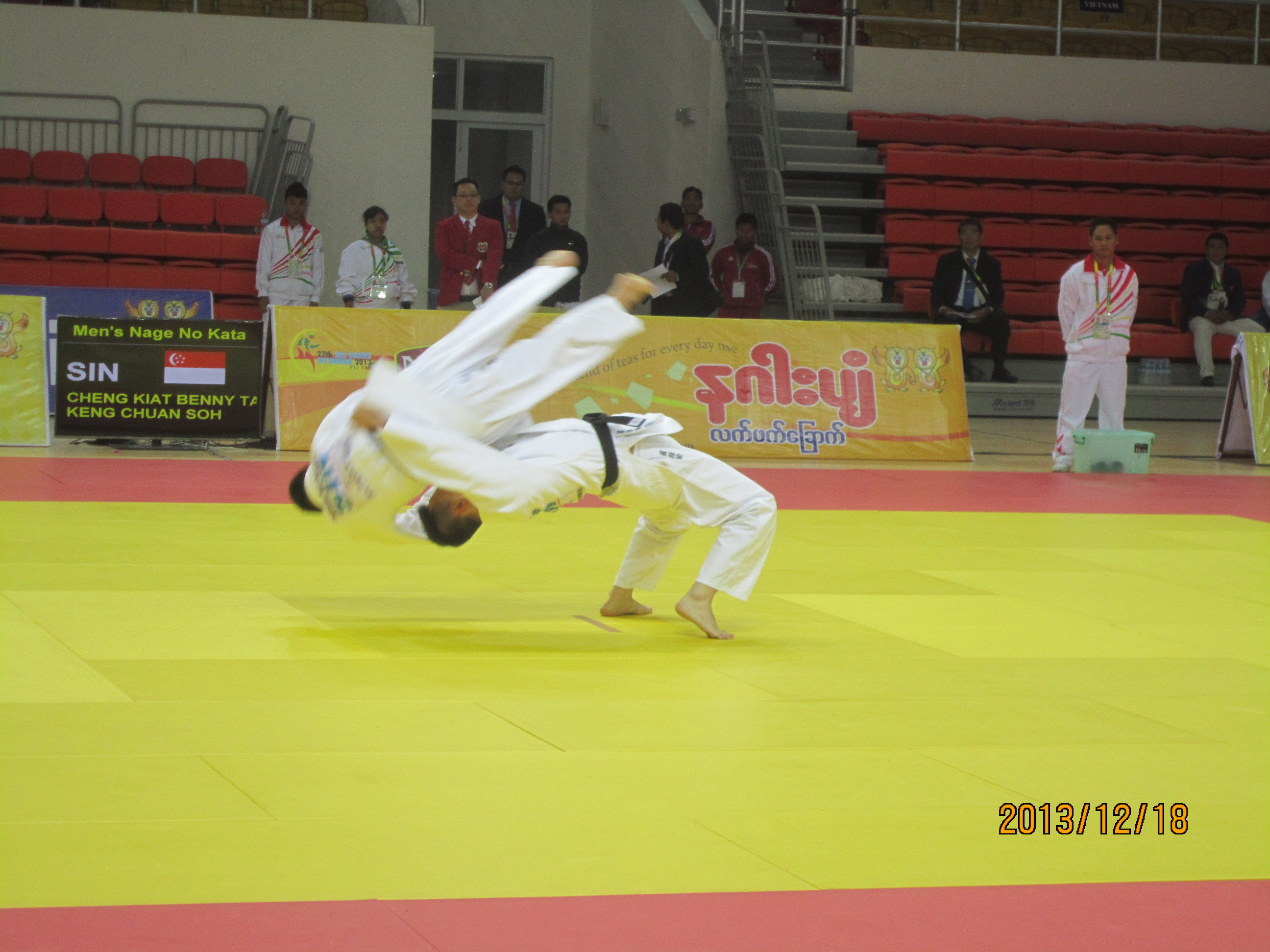
Ura-nage.

Ura-nage (裏投, « projection par le dos ») est une technique de projection du judo. Ura-nage est le 6e mouvement du 5e groupe du gokyo. Ura-nage est un mouvement du nage-no-kata.

## Spécialistes deura-nage
Parmi les spécialistes, on compte : Ilias Iliadis.